# Сан Готардо (Белуно)
Сан Готардо (итал. San Gottardo) је насеље у Италији у округу Белуно, региону Венето.
Према процени из 2011. у насељу је живело 27 становника. Насеље се налази на надморској висини од 411 м.